# Ceesay
Ceesay is een veel voorkomend West-Afrikaanse achternaam, dat van oorsprong uit Mali komt, mogelijk uit de Mandinka-stam. De naam heeft zich verspreid gedurende het Malinese rijk (dat floreerde onder Mansa Moussa), toen het volk zich in West-Afrika verspreidde.
Opmerkelijke mensen met de achternaam Ceesay zijn onder meer:
- Jatto Ceesay, 1974, Gambiaans voormalig voetballer
- Momodou Ceesay, 1988, Gambiaans voetballer